# Storybook Gardens

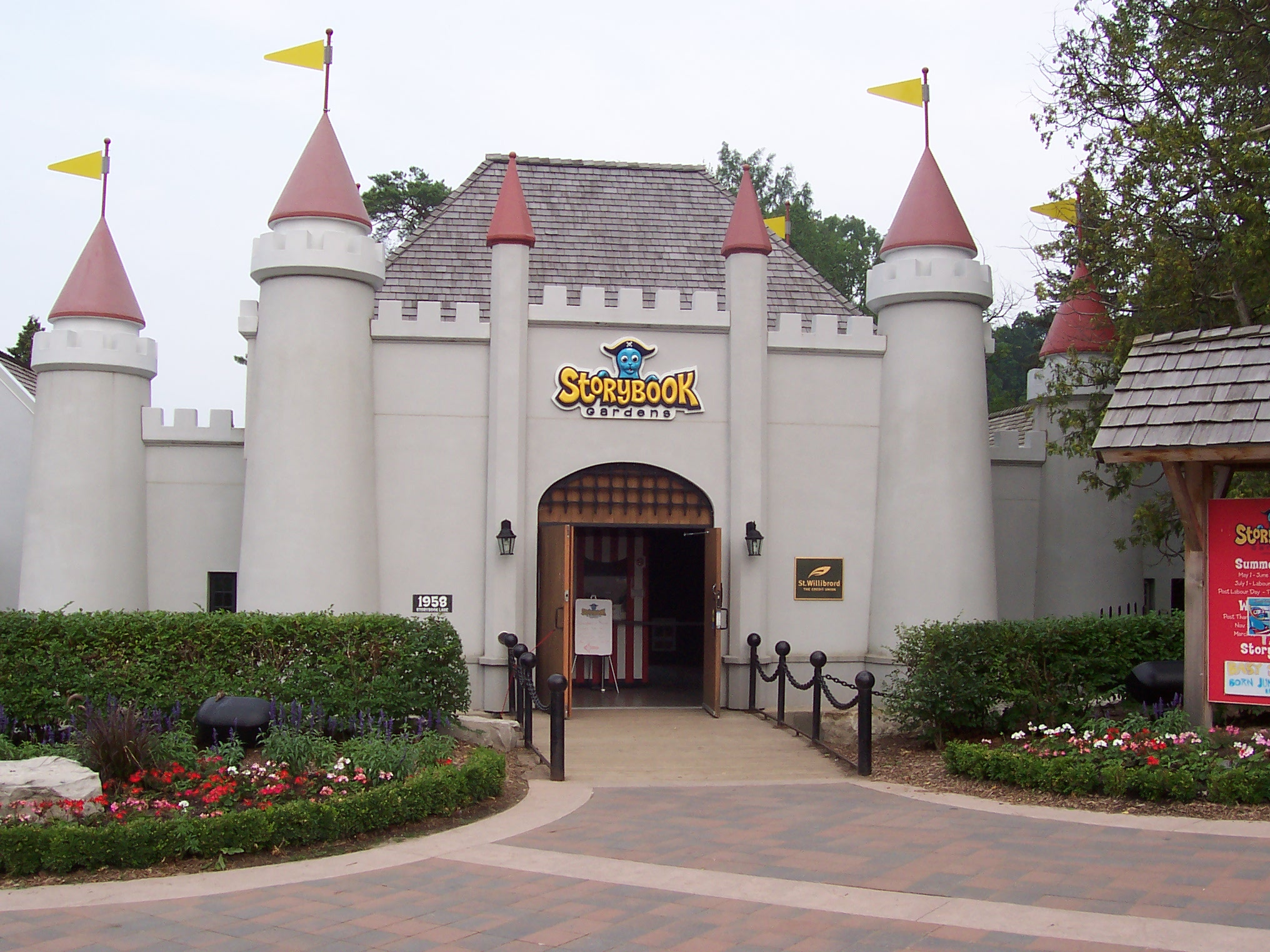
L'entrée, sous forme de château, de Storybook Gardens.

Storybook Gardens (traduction littérale: Les jardins du livre de conte) est un petit parc thématique situé dans la ville de London (Ontario, Canada). Il présente différentes attractions liées au thème des contes pour enfants et appartient à la ville de London.

## Histoire
Storybook Gardens ouvrit ses portes en 1958.
La construction étant en retard sur les échéanciers, le bassin des otaries n'était pas complètement terminé et, le 17 juin 1958, les responsables du site se rendirent compte que l'un des deux mammifères manquait à l'appel. Le 20 juin, les autorités de la ville de Toledo, en Ohio (États-Unis) commencèrent à recevoir des appels concernant la présence d'une otarie près des berges du lac Érié, une étrange découverte puisque l'otarie est un mammifère vivant en eau salé, et qu'il n'était pas indigène au lac. Il fut par la suite confirmé qu'il s'agissait bien de Slippery, qui avait atteint la rivière Thames de London pour se rendre au lac St. Clair puis avait parcouru la rivière Detroit pour aboutir au lac Érié.
La presse de London s'empara de la nouvelle et le London Free Press offrit 200$ à quiconque capturerait la bête pour la ramener saine et sauve à London. L'otarie restant fut nommée Lonesome ("Solitaire") et commença à recevoir des livraisons de poisson des quatre coins de l'Amérique pour la consoler. Après de nombreuses tentatives infructueuses, le 26 juin, Slippery fut capturé et ramené au zoo de Toledo, où il attira des foules record. Une controverse éclata lorsqu'il fut suggéré que Slippery devrait demeurer à Toledo : des canadiens outrés téléphonèrent aux autorités américaines en affirmant que cela "empoisonnerait les relations canado-américaines".
Le 6 juillet, Slippery fut finalement renvoyé à London. Sa traversée de la ville fit place à une scène étonnante : 50 000 personnes massées sur le bord de la rue pour l'accueillir (la moitié de la population de la ville à l'époque), camions, majorettes et troupes musicales dans le cortège. Cette publicité inespérée permit à Storybook Gardens de voir passer sur le site plus de 200 000 visiteurs dans le seul été de 1958, et deux millions au total à la mort de Slippery en janvier 1967.
En 2003, certaines sections du parc furent complètement rénovées. C'est également à partir de ce moment que le parc fut également ouvert l'hiver en offrant des sentiers de patinage. Slippery devint la mascotte officielle du site et une des attractions, des jeux d'eau pour enfants, fut nommée Slippery's Great Escape ("La grande escapade de Slippery")

## Localisation
Le parc est compris à l'intérieur du Springbank Park, l'un des parcs publics de l'ouest de London, non loin des berges de la rivière Thames.

## Attractions
Le site, dont l'entrée est payante, vise la clientèle des enfants de 2 à 12 ans. Les attractions du site, dont les éléments de décor rappellent différents contes, sont réparties en 8 sections :
- The Castle (Le Château): On y retrouve l'entrée, la boutique de souvenirs, un carrousel et un petit train pour enfants.
- Storybook Valley (La vallée du livre de conte) est une promenade à travers des décors de conte l'été, et un sentier de patinage l'hiver. On y retrouve aussi le bassin des otaries et des loutres.
- Slippery's Great Escape (La grande escapade de Slippery) est une zone de jeux et de jets d'eau estivaux pour les enfants. Cette section a ouvert ses portes en 2003.
- The Village & Backwoods (Le village et les sous-bois) comprend une zone de restauration, une scène où l'on présente quotidiennement des saynètes extraites de contes ainsi qu'un petit labyrinthe de bois au centre duquel se trouve un module de jeu.
- The frog pond (La mare aux grenouilles) est un étang naturel où sont présents différentes espèces de canard.
- Pirates' Island (L'île aux pirates) comprend plusieurs modules de jeux et des glissages hautes de deux étages dont la forme rappelle des bateaux de pirate.
- Old McDonald's Farm (La ferme à Mathurin) est une petite ferme où l'on trouve des jardins alimentaires, une basse-cour et une grange abritant des animaux de la ferme de races peu communes (rare breeds barn).
- Enchanted forest (La forêt enchantée) comprend des enclos présentant quelques petits animaux de la forêt: renard roux, lynx du Canada, épervier, porc-épic.